# Козырев, Сергей Валентинович
Сергей Валентинович Козырев (род. 1 мая 1953, Вологда, СССР) — советский и российский актёр театра и кино, заслуженный артист России (2002).

## Биография
Сергей Валентинович Козырев родился в 1953 году в Вологде.
В 1979 году окончил ЛГИТМиК (курс А. И. Кацмана и Л. А. Додина) и был принят в труппу Малого драматического театра (Ленинград).

## Признание и награды
- Заслуженный артист Российской Федерации (2002)[1]

## Творчество

### Роли в театре

#### Малый драматический театр (Санкт-Петербург)
- 1982 — «Дом» по роману Фёдора Абрамова. Режиссёры: Олег Рябоконь и Лев Додин — Егор[3]
- 1984 — «Муму» И. С. Тургенева. Режиссёр: Вениамин Фильштинский — Герасим
- 1987 — «Звёзды на утреннем небе» Александра Галина. Художественный руководитель постановки: Лев Додин, режиссёр: Татьяна Шестакова — Николай
- 1992 — «Бесы» Льва Додина по мотивам одноимённого романа Ф. М. Достоевского. Режиссёр: Лев Додин — Толкаченко
- 1995 — «Звёздный мальчик». Пьеса Людмилы Разумовской при участии Александра Образцова по мотивам произведения Оскара Уайльда. Режиссёр: Григорий Дитятковский — младший ангел
- 1997 — «Пьеса без названия». Сценическая композиция Льва Додина по мотивам А. П. Чехова. Режиссёр: Лев Додин — Абрам Абрамович Венгерович[4]
- 1999 — «Чевенгур» по мотивам Андрея Платонова. Пьеса Льва Додина и Олега Сенатова. Режиссёр: Лев Додин — Гопнер
- 2002 — «Парчовый барабан» Юкио Мисима. Режиссёр: Владимир Туманов — Ивакити
- 2003 — «Утиная охота» А. В. Вампилова. Режиссёр: Владимир Туманов — официант
- 2007 — «Жизнь и судьба» В. С. Гроссмана. Пьеса и постановка Льва Додина. Режиссёр: Валерий Галендеев — Мостовской

#### Авторский театр
- «Ночной дозор Архивная копия от 21 февраля 2014 на Wayback Machine». Режиссёр: Олег Дмитриев — Полуболотов[5]

### Фильмография
- 1982 — Дом (фильм-спектакль) — Житов
- 1985 — Чужие здесь не ходят — Николай Андреевич Уланов, лесник
- 1986 — Мост через жизнь
- 2001 — Убойная сила 3 — Альберт Грюннер (серия «Закон перспективы»)
- 2001 — Тайны следствия — Героцкий Евгений Янович (серия «Гроб на две персоны»)
- 2003 — Улицы разбитых фонарей 5 — Джон Иванович (серия «День всех дураков»)
- 2004 — Агентство НЛС 2 — продюсер
- 2005 — Фаворит — Дени Дидро
- 2005 — Тронутые
- 2005 — Полумгла
- 2006 — Рататуй — Мотыль
- 2008 — Бесы — Толкаченко
- 2009 — Опергруппа — Тихой (серия «Правила отстрела»)
- 2010 — Приставы — Зубков (серия «Западня»)
- 2011 — Последняя встреча — Лесли Лаш
- 2011 — Сплит — Юлиус, вампир
- 2013 — Розыскник — Фёдор Сергеевич
- 2013 — Хуторянин — священник
- 2021 — Воскресенский — Каменский, судовладелец